# 第一代羅姆尼伯爵亨利·雪梨
亨利·雪梨（Henry Sydney，1641年4月8日—1704年4月8日），羅姆尼伯爵，是一位英國政治家和軍官。不朽的七人之一，並且是邀請信的實際撰寫者。

## 生平
出生於巴黎，父親為萊斯特伯爵羅伯特·雪梨，母親是桃樂絲·派西。
亨利·雪梨於1679年進入議會。1688年，他與其他六名貴族發送密函給奧倫治親王與瑪麗公主，呼籲其取代詹姆斯二世成為英王。詹姆斯二世被廢黜時，新國王於1689年冊封了雪梨為米爾頓男爵和雪梨子爵。
他參加了1690年的博因河戰役，後來被國王聘為海牙特使，並在1692年至1693年期間擔任愛爾蘭中尉，並於1694年被封為羅姆尼伯爵，但在安妮女王登基後，雪梨不再是宮廷寵兒。他於1693年至1702年擔任軍械總司令。此外，他還是步兵衛隊第一團（擲彈兵衛隊）的中將和上校。
1694年，雪梨接替多塞特伯爵成為倫敦格林威治公園的首席護林員。他修建了一條從伍維奇到多弗的主幹道的改道，以便它在女王之家和格林威治宮之間運行，這條路的一部分以他的名字命名為羅姆尼路。
他在倫敦去世，終生未婚，享壽63歲。